# رویکردهای فرگشتی به افسردگی پس از زایمان
رویکردهای فرگشتی به افسردگی پس از زایمان (انگلیسی: Evolutionary approaches to postpartum depression) بررسی سندرم از چارچوب نظریه فرگشت است.
افسردگی پس‌زایمانی (یا پس از زایمان) به دوره‌های عمده و جزئی افسردگی در ۱۲ ماه اول پس از زایمان گفته می‌شود. افسردگی در دوران بارداری به عنوان افسردگی قبل از تولد (یا قبل از تولد) شناخته می‌شود. علائم افسردگی پس از زایمان عبارتند از خلق و خوی غمگین یا افسرده، احساس نگرانی، اضطراب، گناه، یا بی‌ارزشی، پرخوابی یا بی خوابی، مشکل در تمرکز، بی لذتی، درد جسمی، تغییر در اشتها، کاهش یا افزایش وزن، بدخلقی، تحریک پذیری، بی‌قراری و خستگی.
زنان همچنین ممکن است در مورد توانایی خود در مراقبت از نوزاد جدید، مشکل در برقراری ارتباط با نوزاد، یا افکار آسیب رساندن به خود یا نوزادشان شک داشته باشند. در دی‌اس‌ام-۵، تشخیص تحت اختلال افسردگی عمده، با افزودن مشخص‌کننده
«با شروع بعد از زایمان» در صورتی که دوره در دوران بارداری یا چهار هفته اول پس از زایمان رخ دهد، انجام می‌شود. افسردگی پس از زایمان را نباید با روان پریشی پس از زایمان، که از نظر کیفی متفاوت است، اشتباه گرفت.
یک متاآنالیز نشان داد که تا ۱۲٫۷٪ از زنان باردار یک دوره افسردگی اساسی را تجربه می‌کنند، در حالی که ۱۸٫۴٪ در مقطعی از بارداری خود افسردگی را تجربه می‌کنند. با این حال، آنها تفاوت معنی داری بین این و میزان افسردگی در زنان در دوران غیر باروری پیدا نکردند. به طور مشابه، یک متاآنالیز میزان افسردگی را در سال اول پس از زایمان تا ۱۲٫۹٪ نشان داد و سایر مطالعات نیز نرخ‌های مشابهی را نشان دادند.
همچنین شواهد فزاینده‌ای وجود دارد که نشان می‌دهد افسردگی پس از زایمان کمتر گزارش شده و تشخیص داده نشده‌است، و این نگرانی‌ها را افزایش می‌دهد که تعدادی از زنان تحت درمان قرار نگرفته‌اند. تکرار و ترکیب تحقیقات بین فرهنگی اغلب دشوار است. به عنوان مثال، یک متاآنالیز نرخ افسردگی پس از زایمان را از ۰٪ تا ۶۰٪ در ۴۰ کشور پیدا کرد. این احتمال وجود دارد که تعدادی از عوامل فرهنگی در برخی کشورها منجر به تشخیص کم و بیش از حد شود.

## رویکردهای تکاملی به افسردگی پس از زایمان
برای دانشمندان تکاملی، افسردگی پس از زایمان به دلیل نرخ‌های نسبتاً بالا و بیان به ظاهر جهانی که ممکن است شواهدی از عملکرد ارائه دهد، مورد توجه است. با این حال، افسردگی پس از زایمان برای مادران، نوزادان آنها نیز مضر است و موفقیت باروری در آینده را کاهش می‌دهد.

### فرضیه عدم تطابق
رویکرد فرگشتی به افسردگی پس از زایمان با تغییرات در سبک زندگی انسان در تاریخ اخیر شکل گرفته‌است. هان هولبروک و هسلتون تعدادی از تغییرات سبک زندگی را که از زمان توسعه کشاورزی بر انسان‌ها تأثیر گذاشته‌است، مرور کنید. اول اینکه، اکثر مردم امروزه به جای حیوانات صید شده وحشی، از محصولات حیوانی اهلی شده با غلات استفاده می‌کنند. برخلاف حیوانات وحشی، حیوانات اهلی دارای سطوح بسیار کمتری از اسیدهای چرب امگا ۳ هستند که برای رشد مغز و سلامت جنین ضروری است. در حمایت از این نظریه که افسردگی پس از زایمان ممکن است با رژیم‌های غذایی مدرن مرتبط باشد، نویسندگان دریافتند که میزان افسردگی پس از زایمان در کشورهایی که مقادیر بیشتری از غذاهای دریایی مصرف می‌کنند، که حاوی سطوح بالایی از اسیدهای چرب امگا ۳ هستند، کمتر است.
این فرضیه با قابلیت اطمینان ضعیف شناخته شده اندازه‌گیری‌های افسردگی پس از زایمان در نمونه‌های آسیایی تضعیف می‌شود، که اغلب نرخ پایین افسردگی پس از زایمان را در کشورهایی از جمله ژاپن نشان می‌دهد. شواهد جدید نشان می‌دهد که افسردگی پس از زایمان ممکن است به همان اندازه در این نمونه‌ها رایج باشد، اما به گونه ای متفاوت تجربه می‌شود و با معیارهایی از جمله مقیاس افسردگی پس از زایمان ادینبورگ تشخیص داده نمی‌شود. علاوه بر این، یک کارآزمایی کنترل تصادفی مستقیم هیچ تأثیری از اسیدهای چرب امگا ۳ مکمل در زنان مبتلا به افسردگی پس از زایمان نشان نداد.
نویسندگان همچنین رابطه بین شیردهی و افسردگی پس از زایمان را بررسی می‌کنند. آنها به طور خاص فرضیه از دست دادن کودک را بررسی نمی‌کنند، اما در عوض شواهدی را بررسی می‌کنند که تغذیه با شیر مادر با تنظیم استرس مرتبط است و عواطف منفی را کاهش می‌دهد، و در مقابل خطر افسردگی پس از زایمان محافظت می‌کند. با این حال، از آنجایی که اکثر مطالعات مقطعی هستند، جهت این اثر هنوز مشخص نشده‌است، زیرا ممکن است زنان افسرده کمتر از زنان غیرافسرده شیردهی کنند.
در نهایت، نویسندگان شواهدی را مرور می‌کنند که نشان می‌دهد میزان کمتر ورزش و قرار گرفتن در معرض نور خورشید، که در سبک زندگی غربی رایج است، نیز با افسردگی پس از زایمان مرتبط است. با این حال، شواهد مختلط است.آزمایش این فرضیه‌ها در کارآزمایی‌های تصادفی‌سازی‌شده و کنترل‌شده آسان است، که در آن‌ها می‌توان ورزش مکمل و ویتامین D را برای نمونه‌های آزمایشی تجویز کرد. با این حال، شواهد حاصل از آزمایش‌های مستقیم نیز مختلط است.
یکی از رایج‌ترین فرضیه‌های عدم تطابق به دگرگونی در شبکه‌های خانواده و روال مراقبت از کودکان مربوط می‌شود. خانواده‌های شکارچی اغلب با خانواده‌های بزرگ خود زندگی می‌کنند و به طور منظم وظایف مراقبت از کودکان را به اشتراک می‌گذارند، در حالی که خانواده‌های غربی ممکن است بسیار دور از بستگان خود زندگی کنند و بنابراین باید خواسته‌های مراقبت از کودکان را خودشان برآورده کنند. این به احتمال زیاد باعث استرس و اضطراب اضافی در والدین جدید می‌شود که به کمک اعضای خانواده خود دسترسی ندارند. آزمایش این جنبه از فرضیه دشوارتر است، زیرا رابطه بین کمک خانواده و افسردگی پس از زایمان احتمالاً پیچیده‌تر است.